# J-Bird
J-Bird is een computerspel dat werd ontwikkeld en uitgegeven door Orion Software. Het spel kwam in 1983 uit voor de Commodore 64 en de PC Booter. Het is een variant van Q*bert. De bedoeling is om op alle tegels van een piramide te springen zodat deze dezelfde kleur is. Onderweg komt de speler slangen, katten, vallende ballen en kikkers tegen. Elk level bestaat uit vier rondes en na elk level stijgt de moeilijkheidsgraad. Frank Lindsey programmeerde het spel en voorzag het van muziek voor de Commodore 64.

## Platforms
| Platform     | Jaar |
| ------------ | ---- |
| Commodore 64 | 1983 |
| PC Booter    | 1983 |